# 빌 포래드
빌 폴래드(Bill Pohlad)는 미국의 영화 제작자, 영화 감독이다.

## 참여 작품

### 영화
- 브로크백 마운틴
- 퍼 (영화)
- 인투 더 와일드 (영화)
- 푸드 주식회사
- 런어웨이즈 (영화)
- 페어 게임 (2010년 영화)
- 트리 오브 라이프
- 노예 12년
- 와일드 (2014년 영화)
- 러브 앤 머시
- 내 마음을 벗어난 시간
- 몬스터 콜